# Ravenous
Ravenous, conocida en Hispanoamérica como Voraz, es una película dirigida por Antonia Bird y protagonizada por Guy Pearce, Robert Carlyle, David Arquette, Jeremy Davies, Jeffrey Jones, Stephen Spinella, Sheila Tousey y Neal McDonough.

## Argumento
En 1847, durante la guerra mexicano-estadounidense, el teniente Boyd del Ejército estadounidense es aclamado como un héroe y ascendido al rango de capitán por conquistar sin ayuda un fuerte enemigo. Sin embargo, tras los hechos confiesa a su superior que al inicio del ataque se dejó llevar por el miedo y fingió estar muerto, permitiendo que el enemigo masacrara a todos sus hombres. Una vez terminada la batalla, fue puesto en una pila con los demás cadáveres, cuya sangre cayó en su boca y se vio obligado a tragarla; esto de alguna manera lo llenó de vigor y valentía, permitiéndole combatir de tal forma que fue capaz de masacrar al ejército enemigo y apoderarse del lugar sin ayuda. Su superior, sintiéndose molesto tras conocer la verdad, señala que revelar esto sería contraproducente para la moral del Ejército, por ello, disfrazando el castigo como parte de su promoción, lo reasigna a un fuerte en Sierra Nevada donde son enviados los fracasados e indeseables.
A su llegada es recibido por un pequeño y variopinto grupo de soldados: el comandante Hart, un hombre que prácticamente ha renunciado a la vida; Toffler, un fanático religioso; Knox, un médico alcohólico; Reich, un insensible soldado del grupo; Cleaves, el cocinero adicto al peyote; y Martha y George, un par de hermanos indígenas a cargo de las labores menores en el lugar.
Después de un corto tiempo en el fuerte, encuentran a un extraño a punto de morir congelado que se presenta como Colqhoun, quien cuenta que viajaba con una caravana que se perdió camino al Oeste y llevan semanas encerrados en una cueva donde intentaron refugiarse. Colqhoun describe cómo es que, obligados por el hambre, se alimentaron primero de aquellos que murieron; pero el líder, el coronel Ives, pronto se dejó llevar por el canibalismo y comenzó a asesinar al resto para alimentarse, pero Colqhoun logró escapar en busca de ayuda. Los hombres del fuerte deciden rescatar a los restantes supervivientes guiados por Colqhoun, pero George les advierte sobre el Wendigo, un demonio indio que come carne humana para ganar poder y extender su vida. Recordando el efecto que tuvo en él la sangre de sus hombres, Boyd interroga a Colqhoun y este confirma que en su caso también sintió una oleada de vitalidad cuando consumió carne humana.
Al llegar a la cueva a la que fueron conducidos, el escuadrón descubre que todos los integrantes de la caravana habían sido devorados hacía tiempo, comprendiendo que Colqhoun es el verdadero asesino y les ha tendido una trampa. Al mismo tiempo este los ataca y demuestra poseer agilidad y fuerza sobrehumana, además de resistencia a heridas que deberían ser fatales, por lo que en pocos minutos los mata a todos sin esfuerzo, excepto al Capitán Boyd, que puede escapar y esconderse, aunque en el proceso sufre una fractura expuesta en la pierna y, tras pasar la noche escondido e incapaz de moverse, se ve obligado a alimentarse de la carne de Reich, lo que le permite sanar un poco y aligerar la gravedad de sus lesiones.
Más tarde, Boyd se arrastra de regreso al campamento, actualmente a cargo del médico Knox, quien no cree lo sucedido al no existir pruebas, a pesar de ello, el médico ordena a Martha salir, contactar al Ejército y regresar con ayuda. Antes que inicie su viaje, Boyd logra interrogarla respecto al wendigo, a lo que la mujer solo responde señalando que a un wendigo solo puede matarlo otro wendigo. 
Poco después de marcharse Martha, llega un nuevo comandante al fuerte, a quien Boyd reconoce inmediatamente como Colqhoun, ahora haciéndose llamar Coronel Ives, aprovechando que todos los soldados que anteriormente vieron su rostro ahora estaban muertos. Después de un tiempo, los miembros del fuerte mueren, pero Knox desestima las advertencias de Boyd calificándolas como delirios de un loco, especialmente porque Ives tenía testigos y coartadas durante las muertes. Sin embargo, cuando el doctor es asesinado, se descubre que el responsable es el comandante Hart; éste explica a Boyd que se encontraba moribundo en la cueva tras el ataque, pero Ives lo salvó haciéndolo comer carne humana y desde entonces es su cómplice.
Ives le cuenta a Boyd que la historia sobre la caravana era cierta, pero originalmente él era un integrante de ese grupo al borde de la muerte debido a la tuberculosis, hasta que un indio que los acompañaba le habló sobre el wendigo y, sintiendo que no tenía nada que perder, comenzó a asesinar y comerse a sus compañeros, comprobando que esto restauraba su salud, aumentaba sus habilidades físicas y lo hacía capaz de sanar incluso heridas mortales. Su objetivo ahora es hacer equipo con Hart y Boyd para utilizar el fuerte como una base desde donde interceptar y atrapar a los colonos y caravanas que pasen por el lugar, alimentarse de ellos, y así obtener una existencia virtualmente inmortal. Para convencerlo, Ives hiere de muerte a Boyd, orillándolo a comer un guiso hecho con la carne de Knox para sobrevivir.
Boyd, ahora liberado, persuade a Hart para que deje de participar en el espantoso plan y lo ayude a derrotar a Ives. Cansado de la vida como caníbal, el comandante le pide a Boyd que lo mate, a lo que Boyd accede. Posteriormente él y Ives se sumergen en una persecución por todos los recovecos de las instalaciones, atacándose e intentando emboscarse constantemente, hasta que Boyd hace que ambos caigan en una enorme trampa para osos que los aplasta. Mientras agonizan Ives le dice a Boyd que si muere antes, se lo comerá y seguirá adelante con su plan, pero le intriga saber si, de ser el caso opuesto, Boyd permanecerá fiel a su naturaleza humana o nuevamente flaqueará y se alimentará para sobrevivir. Con el correr de los minutos ambos intentan sobrevivir todo lo posible, pero Ives muere primero y, a pesar de la enorme tentación que siente, Boyd resiste el deseo de alimentarse de él muriendo un poco más tarde.
Martha y el verdadero nuevo oficial a cargo junto con los refuerzos finalmente llegan, solo para encontrar el fuerte vacío, por lo que cuando el oficial descubre la olla de estofado que Ives había preparado usando la carne de Knox, se deja llevar por la tentación y comienza a comerla. Martha, quien tras llegar ha deducido lo que sucedió, silenciosamente toma sus pertenencias y escapa del lugar.

## Reparto
- Guy Pearce como el Capitán John Boyd
- Robert Carlyle como el F.W. Colqhoun / Coronel Ives
- David Arquette como el soldado Cleaves
- Jeremy Davies como el soldado Toffler
- Jeffrey Jones como el Coronel Hart
- John Spencer como el General Slauson
- Stephen Spinella como el Major Knox
- Neal McDonough como el soldado Reich
- Joseph Runningfox como George
- Sheila Tousey como Martha
- Bill Brochtrup como Lindus
- Fernando Becerril como el comandante mexicano
- Gabriel Berthier como el comandante mexicano
- Pedro Altamirano como el comandante mexicano
- Damián Delgado como el granadero mexicano
- Tim Van Rellim como el Señor MacCready
- Miezi Sungu como Jones
- David Heyman como el Señor Janus

## Música
La música corrió a cargo del músico inglés Damon Albarn y el compositor Michael Nyman. Algunos temas los compusieron juntos y otros en solitario. Se describe como "una espeluznante mezcla de orquestación sinfónica y ragtime pesado", acorde con los temas canibalísticos de la película. También utilizan composiciones de Philip Phile y Stephen Foster. Un breve tema fue compuesto e interpretado por Quiltman. La versión de reino unido del álbum incluye tres temas remezclados por William Orbit. Esta es la lista de pistas de la versión estadounidense:
1. Philip Phile & Michael Nyman - Hail Columbia 2:42
2. Damon Albarn - Boyd's Journey 3:02
3. Stephen Foster & Michael Nyman - Welcome to Fort Spencer 1:41
4. Stephen Foster & Michael Nyman - Noises Off 1:54
5. Michael Nyman - Stranger at the Window 1:48
6. Damon Albarn - Colquhoun's Story 4:43
7. Quiltman - Weendigo Myth 1:23
8. Michael Nyman - Trek to the Cave 4:24
9. Damon Albarn - "He Was Licking Me" 1:41
10. Damon Albarn & Michael Nyman - The Cave 8:01
11. Damon Albarn & Michael Nyman - "Run!" 2:10
12. Damon Albarn - "Let's Go Kill that Bastard" 3:51
13. Damon Albarn - "The Pit" 4:37
14. Damon Albarn & Michael Nyman - Ives Returns 0:49
15. Michael Nyman - Cannibal Fantasy 2:13
16. Damon Albarn & Michael Nyman - A Game of Two Shoulders 2:25
17. Michael Nyman - Checkmate 2:17
18. Damon Albarn - Martha and the Horses 3:14
19. Michael Nyman - Ives Torments Boyd and Kills Knox 2:16
20. Damon Albarn - Manifest Destiny 5:20
21. Damon Albarn - Saveoursoulissa 8:40
22. Damon Albarn & Michael Nyman - End Titles 5:01

## Premios y candidaturas
- La Academy of Science Fiction, Fantasy and Horror Films, en 2000, propuso esta película como candidata a los premios al mejor film de horror, al mejor maquillaje y a la mejor música.

- First Americans in the Arts Awards en 2000, Sheila Tousey ganó el premio FAITA por su excelente interpretación.